# Partita IVA
La partita IVA  è una sequenza di 11 cifre che identifica univocamente un soggetto che esercita un'attività, di impresa e non, rilevante ai fini dell'imposizione fiscale indiretta (IVA).
Ogni soggetto fiscale dell'Unione europea è riconoscibile dal suo numero di partita IVA, composto dalla sigla dello Stato di appartenenza (ad esempio, IT per Italia, DE per Germania, ES per Spagna, PT per Portogallo) e da una sequenza alfanumerica o numerica, variabile da Stato a Stato.

## Italia
In generale, il termine "partita" viene utilizzato in riferimento a un evento o a una serie di eventi che hanno luogo durante un determinato periodo di tempo. 
Nel contesto della contabilità e delle imposte, il numero di "partita IVA" è un codice numerico che viene assegnato a un'impresa o a un libero professionista in Italia al momento dell'apertura della propria attività.
Il numero IVA viene utilizzato per identificare le transazioni commerciali e fiscali di un'impresa o di un libero professionista, e per calcolare e versare le imposte dovute allo Stato.
La partita IVA rappresenta un elemento essenziale per la contabilità e la fiscabilità delle imprese e dei liberi professionisti in Italia.
Il numero di partita IVA è rilasciato dall'Ufficio dell'Agenzia delle entrate a cui viene richiesto, indipendentemente dal domicilio fiscale, al momento dell'apertura della posizione IVA (decreto del presidente della Repubblica n. 404/2001). Può essere aperta in modo telematico anche da un intermediario abilitato al servizio Entratel o dalla Camera di commercio, industria, artigianato e agricoltura. Esistono due modelli: il modello AA9/11 per le ditte individuali e il modello AA7/10 destinato invece alle società.
Il numero di partita IVA assegnato al contribuente, a partire dal 1º dicembre 2001, ha validità su tutto il territorio nazionale e rimane invariato per tutto il periodo in cui si svolge l'attività.
Tutti i soggetti che intraprendono un'attività che ha rilevanza ai fini IVA (impresa, azienda pubblica, arte, professione o lavoro autonomo, associazione che svolge attività economica), compresi i soggetti non residenti che istituiscono una stabile organizzazione in Italia o che intendono identificarsi direttamente, devono presentare la dichiarazione utilizzando un apposito modello, disponibile in formato elettronico e prelevabile gratuitamente dal sito Internet dell'Agenzia delle entrate. Chi è iscritto a un albo professionale e svolge una libera professione, come ad esempio i commercialisti o gli avvocati, ha l'obbligo di apertura della partita IVA.

### Struttura del codice identificativo della partita IVA
L'identificativo della partita IVA in Italia è composto da 11 cifre (es.: 1234567 890 1), organizzate secondo il seguente schema:
- le prime sette cifre rappresentano il numero di matricola del soggetto assegnato dal relativo ufficio provinciale, che si ottiene incrementando di una unità il numero assegnato al soggetto che lo precede;
- le cifre dalla ottava alla decima indicano il codice dell'ufficio provinciale del fisco che ha rilasciato la matricola, generalmente corrispondente al codice ISTAT della provincia;
- l'undicesima cifra, infine, rappresenta un codice di controllo, introdotto al fine di verificare la correttezza delle prime dieci cifre.

Si noti che il numero della matricola è univoco solo nell'ambito dell'ufficio provinciale che lo ha emesso: pertanto possono essere presenti due uguali numeri di matricola, ma afferenti a uffici provinciali diversi (e quindi determinanti due diversi numeri di partita IVA).
Sfuggono a questa regola di attribuzione della matricola i soggetti afferenti direttamente alle istituzioni statali, militari, giudiziarie, le persone giuridiche, che hanno il numero di matricola iniziante per 8 o per 9.
L'algoritmo impiegato per calcolare la cifra di controllo è la formula di Luhn:
1. Sia X la somma delle prime cinque cifre in posizione dispari
2. Sia Y la somma dei doppi delle cinque cifre in posizione pari, sottraendo 9 se il doppio della cifra è superiore a 9
3. Sia T=(X+Y) mod 10 l'unità corrispondente alla somma dei numeri sopra calcolati
4. Allora la cifra di controllo C = (10-T) mod 10

L'algoritmo impiegato per verificare la cifra di controllo è la formula di Luhn:
1. Sia X la somma delle cifre in posizione dispari non considerando l'ultima cifra (che è di controllo)
2. Sia Y la somma dei doppi delle cifre in posizione pari
3. Sia Z il numero di volte che nei numeri in posizione pari c'è un valore maggiore o uguale a 5
4. Sia T=(X+Y+Z) mod 10 l'unità corrispondente alla somma dei numeri sopra calcolati, allora la cifra di controllo C = (10 - T) mod 10

Ad esempio, si vuole calcolare il codice di controllo C della Partita IVA 0764352056C:
```
0 
7
 6 
4
 3 
5
 2 
0
 5 
6
 C
 (dove 
C
 è il codice di controllo da individuare)
```

1. X = 0+6+3+2+5 = 16 (somma delle cifre di posto dispari)
2. Y = ((2*7)-9) + 2*4 + ((2*5)-9) + 2*0 + ((2*6)-9) = 17
3. T = (16+17) mod 10 = 33 mod 10 = 3 (somma modulo 10)
4. C = (10-T) mod 10 = 7 (unità mancanti alla prima decina successiva)

Pertanto il numero di partita IVA sarà 07643520567.
Si noti che, qualora si desideri semplicemente verificare la correttezza di un numero di partita IVA già esistente, è sufficiente calcolare la X includendo anche il codice di controllo: in tal caso l'algoritmo si fermerà al calcolo di T, il cui valore dovrà essere pari a 0 in caso di corretto numero di partita IVA.
Nel caso specifico, si avrà X=23 e quindi T=(23+17) mod 10 = 0 confermando la validità del codice.

### Denominazione nelle lingue minoritarie
Nelle regioni a statuto speciale che beneficiano di un regime di bilinguismo, la denominazione partita IVA è resa nelle seguenti varianti:
- per la Valle d'Aosta, bilingue italiano/francese: Code TVA;
- per la provincia autonoma di Bolzano, bilingue italiano/tedesco: Mehrwertsteuer-Nummer (abbreviato in MwSt.-Nr.);
- in Friuli-Venezia Giulia, per i comuni delle province di Trieste, Gorizia e Udine, il cui statuto prevede il bilinguismo italiano/sloveno: Identifikacijska št. za DDV.

### Tabella degli Uffici IVA
| Codice | Ufficio IVA     | Codice | Ufficio IVA   | Codice | Ufficio IVA       |
| 001    | Torino          | 035    | Reggio Emilia | 069    | Chieti            |
| 002    | Vercelli-Biella | 036    | Modena        | 070    | Campobasso        |
| 003    | Novara-Verbania | 037    | Bologna       | 071    | Foggia            |
| 004    | Cuneo           | 038    | Ferrara       | 072    | Bari              |
| 005    | Asti            | 039    | Ravenna       | 073    | Taranto           |
| 006    | Alessandria     | 040    | Forlì-Rimini  | 074    | Brindisi          |
| 007    | Aosta           | 041    | Pesaro        | 075    | Lecce             |
| 008    | Imperia         | 042    | Ancona        | 076    | Potenza           |
| 009    | Savona          | 043    | Macerata      | 077    | Matera            |
| 010    | Genova          | 044    | Ascoli Piceno | 078    | Cosenza           |
| 011    | La Spezia       | 045    | Massa Carrara | 079    | CZ-KR-VV          |
| 012    | Varese          | 046    | Lucca         | 080    | Reggio Calabria   |
| 013    | Como-Lecco      | 047    | Pistoia       | 081    | Trapani           |
| 014    | Sondrio         | 048    | Firenze       | 082    | Palermo           |
| 015    | Milano-Lodi     | 049    | Livorno       | 083    | Messina           |
| 016    | Bergamo         | 050    | Pisa          | 084    | Agrigento         |
| 017    | Brescia         | 051    | Arezzo        | 085    | Caltanissetta     |
| 018    | Pavia           | 052    | Siena         | 086    | Enna              |
| 019    | Cremona         | 053    | Grosseto      | 087    | Catania           |
| 020    | Mantova         | 054    | Perugia       | 088    | Ragusa            |
| 021    | Bolzano         | 055    | Terni         | 089    | Siracusa          |
| 022    | Trento          | 056    | Viterbo       | 090    | Sassari           |
| 023    | Verona          | 057    | Rieti         | 091    | Nuoro             |
| 024    | Vicenza         | 058    | Roma          | 092    | Cagliari          |
| 025    | Belluno         | 059    | Latina        | 093    | Pordenone         |
| 026    | Treviso         | 060    | Frosinone     | 094    | Isernia           |
| 027    | Venezia         | 061    | Caserta       | 095    | Oristano          |
| 028    | Padova          | 062    | Benevento     | 096    | Milano 2 (Monza)  |
| 029    | Rovigo          | 063    | Napoli        | 097    | Firenze 2 (Prato) |
| 030    | Udine           | 064    | Avellino      | 098    | Brescia 2         |
| 031    | Gorizia         | 065    | Salerno       | 099    | Genova 2          |
| 032    | Trieste         | 066    | L'Aquila      | 100    | Roma 2            |
| 033    | Piacenza        | 067    | Teramo        | 120    | Bologna 2         |
| 034    | Parma           | 068    | Pescara       | 121    | Napoli 2          |

Considerare anche i seguenti codici particolari (non essendo infatti attribuibili direttamente a una provincia): il codice 999 che identifica quei soggetti non residenti che presentano la domanda di registrazione direttamente in Italia (DPR n. 633/1972, art. 35-ter), il codice 888 che identifica invece i soggetti che operano in regime di franchigia. 

### Lavoratori a partita IVA
I lavoratori autonomi e i liberi professionisti sono tenuti ad aprire una partita IVA. L'enorme espansione del numero degli interessati ha fatto nascere in Italia l'espressione il popolo delle Partite IVA. Secondo i dati rilasciati dal Ministero dell'economia e delle finanze, solo nei primi mesi del 2019 sono state aperte più di 410 000 partite IVA in Italia.
In questo contesto, quando si dice "è una partita IVA", si intende una persona che ha una partita IVA, ossia che lavora a partita IVA (in pratica, un lavoratore autonomo).

### Gruppo IVA
Dal 2018 in Italia esiste l'istituto fiscale del Gruppo IVA, ovvero una partita IVA assegnata ad un unico gruppo di aziende collegate fra loro da vari interessi, che possono spaziare da quelli finanziario-economici a quelli organizzativi (requisito essenziale). Tale normativa consente di poter raggruppare tutti gli adempimenti ai fini IVA delle attività svolte dalle diverse aziende in unico soggetto, con importanti risvolti sia in termini di gestione dei processi che di compensazione di crediti o pagamento di debiti.
Nella comunicazione della partita IVA, l'azienda appartenente al gruppo riporta la dicitura "Gruppo IVA" seguita dal numero di partita IVA.

## Nel mondo

### Numeri IVA nell'Unione europea
| Nazione         | Nome locale | Abbreviazione         | Codice nazione | Formato                                                     |
| --------------- | --- | --------------------- | -------------- | ----------------------------------------------------------- |
| Austria         | Umsatzsteuer-Identifikationsnummer                                                                                                 | UID                   | AT             | 'ATU'+8 caratteri, – es. ATU99999999                        |
| Belgio          | BTW identificatienummer / Numéro de TVA                                                                                            | n° TVA BTW-nr Mwst-nr | BE             | 'BE'+ 9 o 10 cifre,                                         |
| Bulgaria        | Идентификационен номер по ДДС Identifikacionen nomer po DDS                                                                        | ДДС номер             | BG             | 9 o 10 cifre – es. BG999999999                              |
| Croazia         | PDV Id. Broj OIB | PDV-ID; OIB           | HR             | 11 cifre (es. HR12345678901) usando ISO 7064, MOD 11-10     |
| Cipro           | Αριθμός Εγγραφής Φ.Π.Α. Arithmós Engraphḗs phi. pi. a.                                                                             | ΦΠΑ                   | CY             | 9 caratteri – e.g. CY99999999L                              |
| Repubblica Ceca | Daňové identifikační číslo | DIČ                   | CZ             | 'CZ'+8-10 cifre                                             |
| Danimarca       | Momsregistreringsnummer | CVR                   | DK             | 8 cifre – es. DK99999999, ultima di controllo               |
| Estonia         | Käibemaksukohustuslase number | KMKR                  | EE             | 9 cifre                                                     |
| Finlandia       | Arvonlisäveronumero | ALV nro               | FI             | 8 cifre - es. FI99999999, ultima di controllo MOD 11-2      |
| Francia         | Numéro d'identification à la taxe sur la valeur ajoutée / Numéro de TVA intracommunautaire                                         | n° TVA                | FR             |                                                             |
| Germania        | Umsatzsteuer-Identifikationsnummer                                                                                                 | USt-IdNr.             | DE             | 9 cifre, es. DE999999999                                    |
| Grecia          | Αριθμός Μητρώου Φ.Π.Α. Arithmós Mētrṓou Fi-Pi-A                                                                                    | -                     | EL             | 9 cifre, ultima di controllo                                |
| Ungheria        | Közösségi adószám | ANUM                  | HU             | 8 cifre – es. HU12345678                                    |
| Irlanda         | Value added tax identification no.                                                                                                 | VAT no                | IE             |                                                             |
| Lettonia        | Pievienotās vērtības nodokļa (PVN) reģistrācijas numurs                                                                            | PVN                   | LV             | 11 cifre                                                    |
| Lituania        | PVM (abbrev. Pridėtinės vertės mokestis) mokėtojo kodas                                                                            | PVM kodas             | LT             | 9 o 12 cifre                                                |
| Lussemburgo     | Numéro d'identification à la taxe sur la valeur ajoutée                                                                            | No. TVA               | LU             | 8 cifre                                                     |
| Malta           | Vat reg. no. | Vat No.               | MT             | 8 cifre                                                     |
| Paesi Bassi     | Btw-nummer | Btw-nr.               | NL             | 'NL'+9 digits+B+2-digit company index – e.g. NL999999999B99 |
| Polonia         | Numer Identyfikacji Podatkowej | NIP                   | PL             | 10 cifre                                                    |
| Portogallo      | Número de Identificação Fiscal (NIF) - per soggetti individuali / Número de Identificação de Pessoa Colectiva (NIPC) – per aziende | NIF o NIPC            | PT             | 9 cifre                                                     |
| Romania         | Codul de identificare fiscală | CIF                   | RO             | 2–10 cifre; l'ultima cifra è un codice di controllo         |
| Slovacchia      | Identifikačné číslo pre daň z pridanej hodnoty                                                                                     | IČ DPH                | SK             | 'SK'+10 cifre                                               |
| Slovenia        | Identifikacijska številka za DDV                                                                                                   | ID za DDV             | SI             | 8 cifre, ultima di controllo,                               |
| Spagna          | Número de Identificación Fiscal (for freelancers) or Código de Identificación Fiscal (for companies)                               | NIF / CIF             | ES             | 'ES'+9 cifre, es. ESX9999999X                               |
| Svezia          | VAT-nummer or momsnummer | Momsnr.               | SE             | 12 cifre                                                    |

### Numeri IVA nel resto d'Europa
| Repubblica di San Marino   | codice operatore economico (cod.op.econ.) | COE        | SM | variabile, per esempio SM 99999 oppure SM 999 |
| Regno Unito e Isola di Man | Value added tax registration number       | VAT Reg No | GB |                                               |